# Franck Lavaud
Franck Lavaud, född 16 februari 1903 i Jérémie, död i slutet av 1986 i Paris, var president i Haiti 11 januari-16 augusti 1946 och 10 maj-6 december 1950.